# Elevação da bandeira no marco da tríplice fronteira

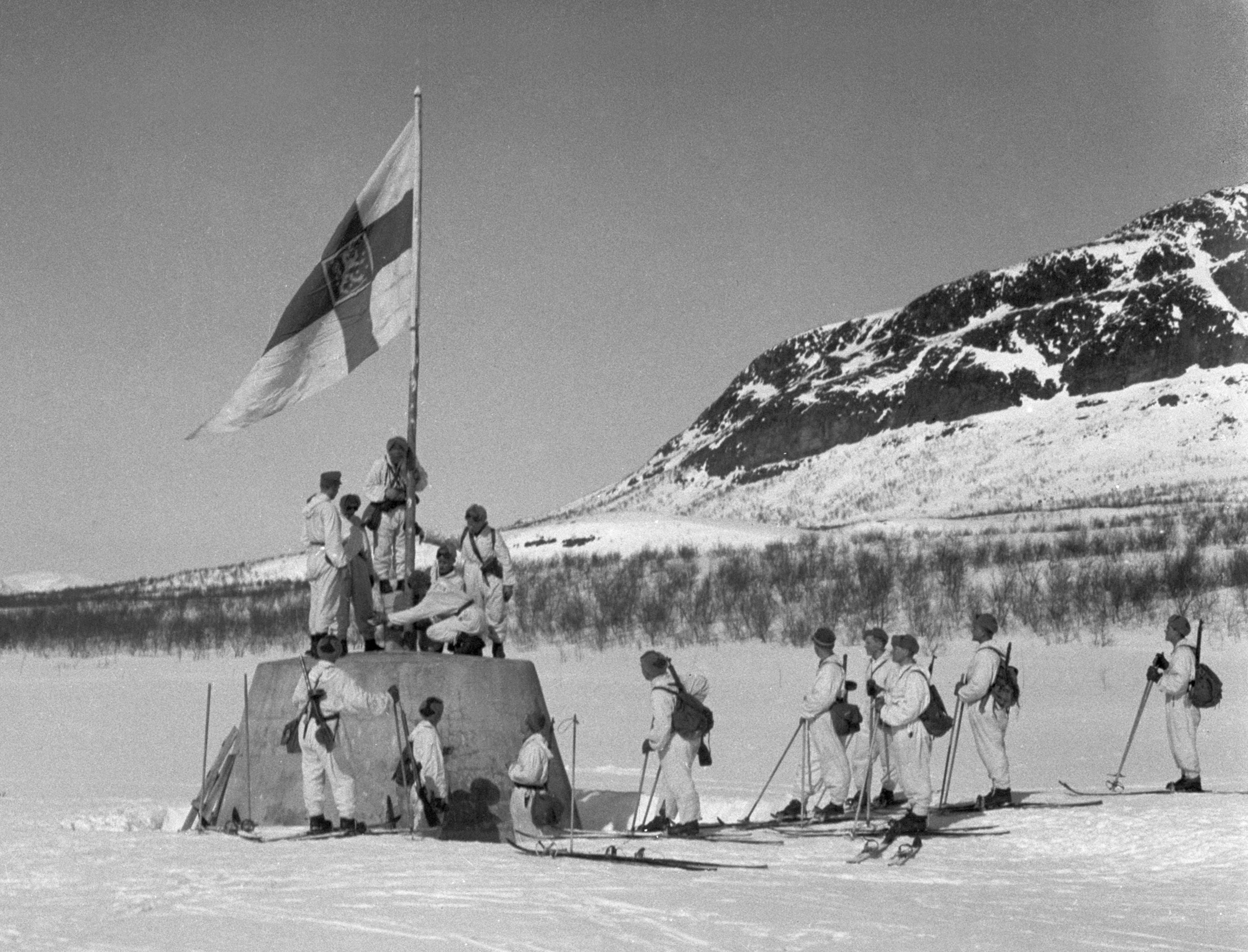
Soldados finlandeses erguem a bandeira de guerra no marco da tríplice fronteira entre Noruega, Suécia e Finlândia em 27 de abril de 1945, final da Segunda Guerra Mundial na Finlândia

Elevação da bandeira no marco da tríplice fronteira é uma fotografia histórica tirada em 27 de abril de 1945, o último dia da Segunda Guerra Mundial na Finlândia. Representa uma patrulha do Exército da Finlândia do Grupo de Batalha Loimu, Regimento de Infantaria 1 (em finlandês:  taisteluosasto Loimu, jalkaväkirykmentti 1), erguendo a bandeira da Finlândia no marco da tríplice fronteira entre a Noruega, a Suécia e a Finlândia em comemoração às últimas tropas alemãs que se retiraram da Finlândia. A fotografia foi tirada pelo comandante do Regimento de Infantaria 1, Coronel Väinö Oinonen (alternativamente V.J. Oinonen). Tornou-se um símbolo amplamente divulgado da Segunda Guerra Mundial na Finlândia.

## Introdução

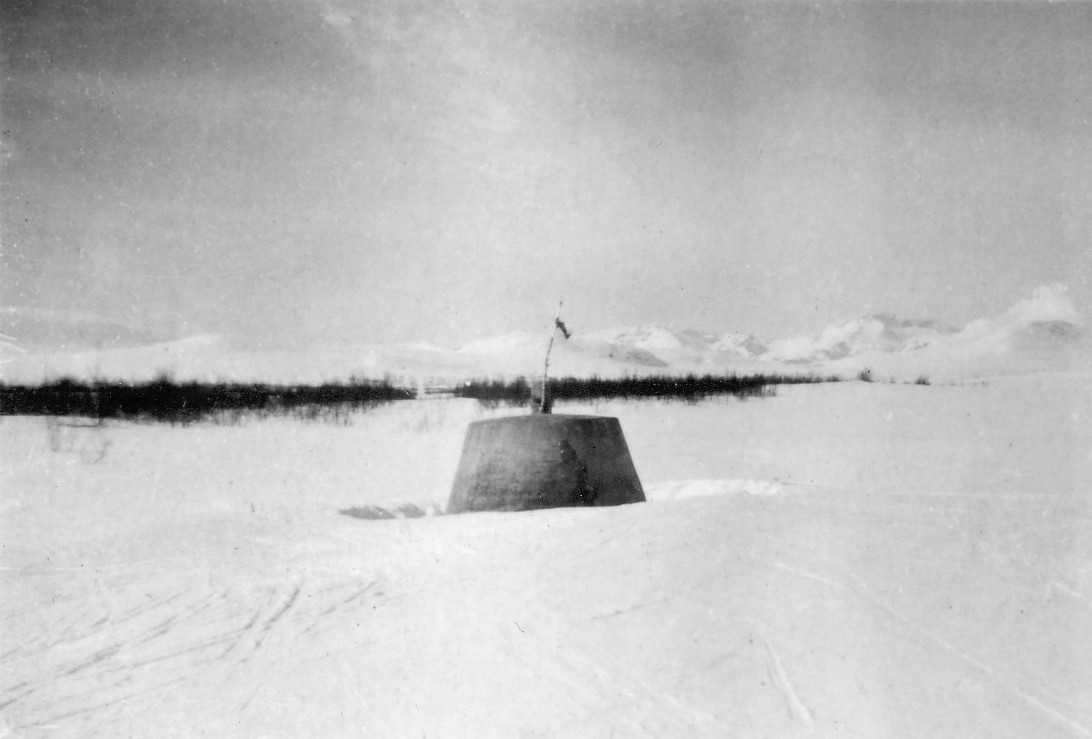
A pequena bandeira finlandesa colocada pela primeira vez no marco de pedra em 26 de abril de 1945

Durante a Segunda Guerra Mundial, a Finlândia combateu tanto na Guerra de Inverno de 1939-1940 como na Guerra da Continuação de 1941-1944 contra a União Soviética. Durante esta última, a Finlândia cooperou com a Alemanha Nazista, que tinha o 20.º Exército de Montanha com 200 000 soldados, liderado pelo Generaloberst Lothar Rendulic, na Lapônia finlandesa. Em setembro de 1944, a Finlândia concordou em uma paz separada com a União Soviética; uma paz que exigia que a Finlândia desarmasse ou expulsasse os soldados alemães da Finlândia. A demanda levou à Guerra da Lapônia; o 20.º Exército de Montanha começou a se retirar para o norte, em direção à Noruega ocupada, com o III Corpo do Exército da Finlândia, liderado pelo general Hjalmar Siilasvuo. Em novembro, a guerra terminou efetivamente quando a maioria das unidades alemãs havia se retirado para a Noruega e a Linha Lyngen - embora algumas forças alemãs ainda permanecessem na Finlândia no lago Kilpisjärvi, no corredor que conduzia à tríplice fronteira entre a Noruega, a Suécia e a Finlândia.
Em 25 de abril de 1945, depois de ter sido determinado que as últimas formações alemãs em território finlandês estavam se retirando, uma patrulha de combate de 60 soldados, liderada pelo Capitão Valkonen, foi designada para reconhecer se a Lapônia finlandesa estava livre das forças da Wehrmacht. O destacamento foi montado da 1.ª Companhia, Grupo de Batalha Loimu, Regimento de Infantaria 1 e partiu em missão à uma hora da tarde do mesmo dia, vindo do sul do lago Kilpisjärvi. A patrulha de esqui avançou em direção ao noroeste em direção à Noruega por cerca de 8 km até ser dividida em duas perto da linha de árvores da montanha Saana. O grupo menor se aproximaria da fronteira com a Noruega ao longo da estrada, enquanto a maior parte da patrulha continuaria com o capitão Valkonen em direção ao marco de pedra da tríplice fronteira mais adiante. Chegaram ao marco de pedra às 1:15 da manhã de 26 de abril, depois de terem percorrido mais de 10 km de esqui. O pioneiro Antti Poikola prendeu uma pequena bandeira da Finlândia no marco de pedra e a patrulha informou por rádio que nenhum alemão havia sido avistado em solo finlandês. Valkonen e sua equipe dispararam três tiros de salva no marco antes de partir; os tiros ecoaram através das colinas e assustaram uma unidade da guarda de fronteira sueca nas proximidades.
Por volta do meio-dia de 26 de abril, o major Martti Santavuori, comandante do batalhão, e uma patrulha mista sueco-finlandesa chegaram à tríplice fronteira. Uma unidade alemã de Gebirgsjäger se aproximou deles em território norueguês e, sabendo que eles não se envolveriam com os suecos, o major Santavuori sinalizou para o líder alemão se encontrar com eles na fronteira. Um Feldwebel austríaco logo se aproximou e falaram sobre a guerra, tanto no passado quanto no futuro. O major Santavuori e o Feldwebel se saudaram, apertaram as mãos e desejaram um ao outro "um futuro tão bom quanto o destino tem para oferecer", antes de se separarem.

## Elevação da bandeira
Em 27 de abril, o comandante do Regimento de Infantaria 1, coronel Väinö Oinonen, chegou ao marco de pedra para inspecionar a situação com um destacamento de soldados, incluindo especialistas em fotografia, uma bandeira maior e um mastro de bandeira melhor. A bandeira de guerra da Finlândia foi cerimoniosamente erguida no marco de pedra e o coronel Oinonen tirou a foto principal - com a montanha norueguesa Golddabákti, de 894 m de altura, ao fundo. Entre as festividades, um grito de "Wer da ?!" surpreendeu os soldados finlandeses. Embora a área tivesse sido inspecionada, uma unidade alemã aguardava em posição no lado norueguês da fronteira. Os soldados da bandeira se esconderam atrás do marco de pedra. A batalha foi evitada depois que um oficial do exército sueco se aproximou para atuar como intermediário. Logo depois, o coronel Oinonen resolveu a situação com dois Oberleutnante, que compartilharam com ele os cigarros alemães Juno. Os oficiais saudaram-se e seguiram seus caminhos; eram 13:30 horas. Em 28 de abril, o general Siilasvuo enviou um telegrama ao comandante-em-chefe finlandês C.G.E. Mannerheim, relatando que a Wehrmacht havia sido expulsa do norte da Finlândia.

## Consequências
A imagem foi amplamente divulgada na Finlândia e foi um exemplo de uma fotografia de guerra icônica na história finlandesa da Segunda Guerra Mundial. Foi comparada a fotos semelhantes, como a americana Raising the Flag on Iwo Jima e a soviética Bandeira da vitória sobre o Reichstag, embora não tenha sido considerada tão simbólica quanto elas. De fato, a memória popular finlandesa do conflito dependia igualmente de ilustrações, como a capa de O Soldado Desconhecido, um romance de guerra de 1954 sobre a Guerra da Continuação.

### Citações
1. 1 2  Mäntymäki, Varpu (19 de novembro de 2017). «Sotilaiden omat kamerat taltioivat Suomen sodista todellisuuden, joka ei kelvannut virallisiin kuviin – tutkija: "Hyvin rajua huumoria"» [As câmeras dos soldados capturaram a realidade das guerras da Finlândia, que não foram aprovadas para fotografias oficiais - pesquisador: "Humor muito grosseiro"]. Yle Uutiset (em finlandês). Consultado em 28 de fevereiro de 2018. Cópia arquivada em 19 de novembro de 2017
2. 1 2  Lindstendt, Risto; Kleemola, Olli (2 de dezembro de 2011). «Tuntematon ikoni» [Ícone desconhecido]. Suomen Kuvalehti (em finlandês) (48): 48–57
3. 1 2  Juuti, Mikko (27 de abril de 2015). «Tämä ikoninen sotakuva on kuin suomalainen versio Iwo Jiman lipun pystytyksestä» [Esta fotografia de guerra icônica é como a versão finlandesa do Levantamento da bandeira em Iwo Jima]. Ilta-Sanomat (em finlandês). Consultado em 28 de fevereiro de 2018. Cópia arquivada em 2 de março de 2018
4. 1 2  Vainonen, Joel M. (27 de abril de 2017). «Lasten ristiretki päätti Suomen sotatien Lapissa 27. huhtikuuta 1945» [A cruzada das crianças concluiu o esforço de guerra finlandês na Lapônia em 27 de abril de 1945]. Etelä-Suomen Sanomat (em finlandês). Consultado em 1 de março de 2018. Cópia arquivada em 4 de maio de 2017
5. ↑  Jowett & Snodgrass 2012.
6. ↑  Nenye et al. 2016, Capítulo 3.
7. ↑  Kulju 2017, Capítulo 4.
8. ↑  Oilinki 1998, Capítulo Kun Poikolan Antti lopetti Lapin sodan.
9. 1 2 3  Kulju 2017, capítulo 4.
10. 1 2  Oilinki 1998, capítulo Kun Poikolan Antti lopetti Lapin sodan.